# 毛泽东三兄弟
《毛泽东三兄弟》，导演李舒，主演王斑、孙逊、吴迪、孙宁、王碧琪、朱袁员、宁丹琳、戴芊芊，是纪念中华人民共和国开国元勋毛泽东诞辰120周年的献礼剧。毛泽东嫡孙毛新宇担任总顾问，2013年9月杀青。2016年6月20日央视八套首播。

## 剧情
该剧讲述中华民国年间，毛泽东、毛泽民、毛泽覃三兄弟发动工农闹革命夺取政权的人生历程。

## 演出
- 王斑 出演 毛泽东
- 孙逊 出演 毛泽民
- 吴迪 出演 毛泽覃
- 孙宁 出演 杨开慧
- 王碧琪 出演 贺子珍
- 戴芊芊 出演 贺怡
- 朱袁员
- 宁丹琳

## 制作
2013年9月14日，毛泽东孙子毛新宇在该剧的延安新闻发布会上流泪歌唱《东方红》，表达思念亲人和感慨当今政坛被某些人尤其是一些手握重权的中国共产党的领导干部所蚕食，从而感到痛心疾首。